# 魏武路
魏武路，有时媒体称魏武大道，位于安徽省合肥市，得名自安徽省出身的魏武帝曹操，未来与方兴大道、龙兴大道、金梅路共同构成合肥市三环路，已建成部分全长27.4公里，横贯合肥市长丰县、瑶海区（新站高新区）和肥东县。魏武路全线按照城市快速路等级设计，连接合肥北部和东部包括蒙城路、阜阳路、新蚌埠路、铜陵路和 合相路等多条干道。